# The Boxer (película de 1997)
The Boxer (El boxeador) es una película dramática anglo-irlando-estadounidense dirigida por Jim Sheridan y estrenada en 1997. La cinta trata sobre el terrorismo del IRA en Irlanda del Norte.

## Argumento
El filme se desarrolla en Belfast. Un boxeador, antiguo miembro del Ejército Republicano Irlandés (IRA), ha purgado catorce años de prisión por un atentado que no ha cometido. Por otro lado, nunca denunció a los autores, por lo que goza de cierto halo de víctima de la causa independentista. Tras su salida de la cárcel, se consagra totalmente al boxeo. Pero sus antiguos amigos del IRA lo ven más como un problema que como un aporte.

## Reparto
- Daniel Day-Lewis: Danny Flynn
- Emily Watson: Maggie
- Brian Cox: Joe Hamill
- Ken Stott: Ike Weir
- Gerard McSorley: Harry
- Ian McElhinney: Reggie Bello

## Premios y nominaciones

### Premios
- 1999: Premio Goya al mejor filme europeo.
- 1998: Premio Reader del Jurado en el Festival Internacional de Cine de Berlín.
- 1997: World Animation Celebration.

### Nominaciones
- 1999: PFS Award, categoría paz.
- 1998: ASC Award para Chris Menges.
- 1998: Oso de oro al mejor filme en el Festival Internacional de Cine de Berlín.
- 1998: 3 nominaciones en los premios Globo de Oroː mejor director, mejor filme dramático y mejor actor.

## Crítica
- "Apasionante historia de amor, boxeo y el terrorismo del IRA"[3]
- "La actuación de Lewis es inolvidable"[4]